# فيلي مولر
فيلي مولر (بالإنجليزية: Willie Mueller)‏ هو لاعب كرة قاعدة أمريكي، ولد في 30 أغسطس 1956 في ويست بيند في الولايات المتحدة.